# A Love Supreme
《A Love Supreme》（一譯崇高的愛）是美國爵士薩克斯風手約翰·柯川的專輯。柯川是在1964年12月9日，於紐澤西的範葛德錄音室（Van Gelder Studio），領導由鋼琴家McCoy Tyner、貝斯手Jimmy Garrison，加上鼓手Elvin Jones組成的四重奏所錄製。
A Love Supreme由Impulse! Records於1965年1月發行。其可說是柯川最為暢銷的專輯之一，也列名其最獲讚譽的專輯之一。這張專輯普遍認為是他的代表作，甚至被認為是史上最偉大的專輯之一。

## 編曲

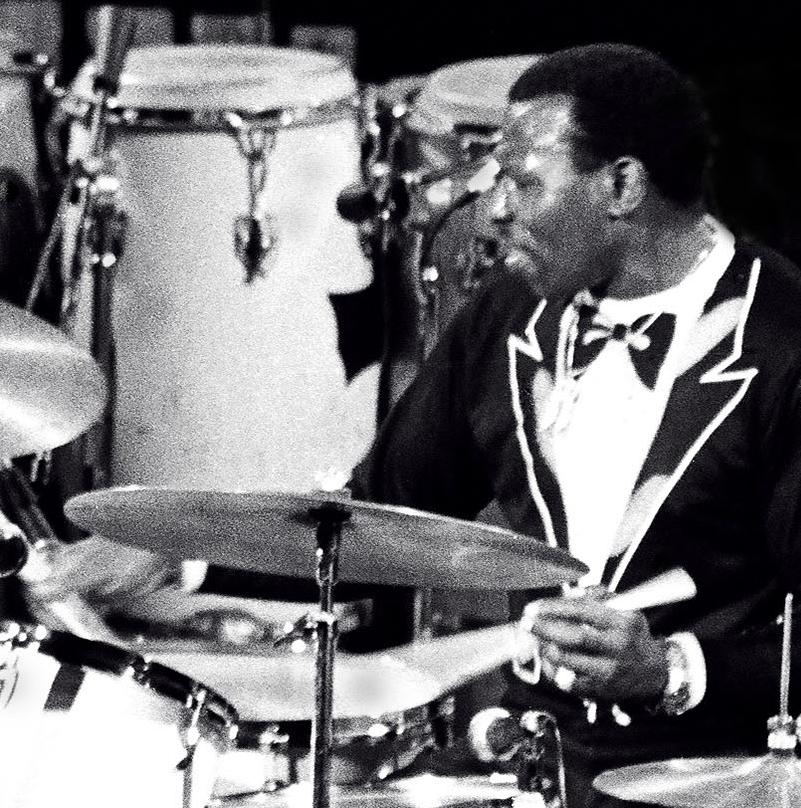
Elvin Jones（攝於1976）

A Love Supreme是一隻由四個部分組成的組曲，包含〈Acknowledgement（承認）〉（這部分包含了一段人聲詠唱，成了專輯的名稱）、〈Resolution（決心）〉、〈Pursuance（追求）〉〈Psalm（詩篇）〉。柯川在其中各部份都是吹奏中音薩克斯風。某位樂評人指出，此專輯意在表現一種追求純粹的奮鬥、一種蒙恩的表達，以及對於音樂人其天份是來自於更高層次的力量這樣一種認知的承認。柯川位在長島Dix Hills的家或許曾啟發了這張專輯。另一面的影響則可能來自於阿赫邁底亞伊斯蘭教派。
專輯由連綿的銅鈸與鑼聲作響破題。Jimmy Garrison接著以四個音符構成的主導動機（主題旋律，motif）的讓低音提琴進場，這個旋律帶出了整個樂章的基調。柯川則開始一段獨奏。他演奏著基於動機的幾種不同變奏直到他把這四個音符重複演奏了36次為止。這個動機最後成了意象標題的人聲詠唱「A Love Supreme」，而這段人聲是由柯川將自己的人聲在錄音室重複疊加19次而成。。在曲子的末尾，鋼琴最早停止演奏，幾小節後鼓組與鈸也漸次停下。Garrison則在最後重複了數次四音符主動機，接著是一段下降音階。最後他演奏了曲終樂句，這段樂句會指向組曲的第二部分。
在第四也是最後的樂章〈Psalm〉中，柯川演奏了一段他所謂的「音樂敘事（musical narration）」。爵士樂手暨作家Lewis Porter將其稱為「無語的朗誦（wordless recitation）」。祝禱之詞有出現在專輯出版的解說中，而柯川則在薩克斯風上「演奏出」出這些詩詞而不透過嘴巴說出。部分學者認為這種表演是在向非裔美籍講道者的佈道致敬。這段詩詞（同時也是柯川的獨奏），最後落在一段高聲嚎叫，「歡欣、優美、狂喜。一切都得自於神。感謝主。阿門。」
西班牙的音樂雜誌Rockdelux將A Love Supreme歸類為調式爵士、前衛爵士、自由爵士、硬咆勃，以及後咆勃。

## 其餘演奏
曾有〈Acknowledgement〉的另一個版本在隔日12月10日錄製，搭配了中音薩克斯風手Archie Shepp以及貝斯手Art Davis。這個版本中少了柯川吟唱「a love supreme」；而他也確實較偏好帶有吟唱的四重奏版本，於是成了實際發行的專輯。另外，《A Love Supreme》組曲唯一留存的現場錄音，是來自於1965年7月26日於法國海畔舉行的音樂節Mondial du Jazz Antibes。這張專輯由Impulse! Record在2002年10月29日，重新發行了修復過（remastered）的豪華版本，在附贈光碟中便包含了這場現場演出以及前述的候補版本。而加上更多錄音室花絮及疊聲片段的再版，則發行成了一套三碟裝完整母帶版本，由Impulse!在2015年11月20發行。
John McLaughlin與卡洛斯·山塔那在其1973年專輯《Love Devotion Surrender》的開場，以取名〈A Love Supreme〉翻錄了〈Acknowledgment〉一曲。

## 評價及對後世的影響
| 評論得分                        | 評論得分 |
| 來源                            | 評分     |
| ------------------------------- | -------- |
| All About Jazz                  | [ 10 ]   |
| AllMusic                        | [ 11 ]   |
| Down Beat                       | [ 12 ]   |
| Encyclopedia of Popular Music   | [ 13 ]   |
| MusicHound Jazz                 | 5/5      |
| The Penguin Guide to Jazz       | [ 15 ]   |
| PopMatters                      | 10/10    |
| Q                               | [ 17 ]   |
| The Rolling Stone Album Guide   | [ 18 ]   |
| Rolling Stone Jazz Record Guide | [ 19 ]   |

在1965年1月由Impulse! Records發行後，A Love Supreme成了史上最獲讚譽的爵士唱片之一，而現代樂評也將其推崇為爵士樂在戰後最重要的專輯之一。自發行後，這張專輯也一般被認為是柯川的代表作，而到1970年以前這張專輯已經銷售了50萬張，遠遠超越柯川專輯平常越3萬張的銷量。
A Love Supreme普遍被視為一件有關深度靈性體驗的作品，並往往透過宗教次文本來進行分析，儘管文化研究學者Richard W. Santana及Gregory Erickson認為這一「前衛爵士組曲」也能用不同方式詮釋。 根據哈佛大學的音樂教授Ingrid Monson，這張專輯是調式爵士的示範之作 Nick Dedina 則在Rhapsody這一網站上表示，這張專輯融會了自由爵士、硬咆勃，以至於自成一格的一種福音音樂，成為「歌頌人類在上蒼的計畫中所在的位置的一首壯烈聽覺詩詞。」 滾石雜誌將其稱為「傳奇性、專輯規格的讚歌」並稱，「聽著第一樂章不絕於耳的四音符主題，〈Acknowledgement〉是組曲卑微的基礎。但柯川時而威嚴時而暴虐的吹奏（以「片片的聲響（sheets of sound）」這種描述聞名於世）從不自吹自擂。與他的經典四重奏漂浮著⋯⋯柯川所激起的只有崇敬與喜樂。而你不由自主地也跟上了他的節奏。」
根據Acclaimed Music的資料顯示，A Love Supreme是名列第61位最常列名樂評種愛清單的專輯。 而在2003年，這張專輯則被排在滾石雜誌所列，歷來五百大專輯清單的第47位； 並在2012年改版的清單中維持了他的地位。雜誌NME則在相隔十年的類似清單中，將其列名第188位。這張專輯的手稿現已收藏於美國國家歷史博物館在史密森尼學會的「美國歷史珍藏」選集中。在2016年，這張專輯被選入美國國家音聲登錄（National Recording Registry），鑑於其「文化、歷史，及藝術上的重要性」。這也是柯川繼Giant Steps在2005年被選入後的第二張專輯。專輯也被列在Robert Dimery所編，死前必聽1001張專輯中。
根據Joachim-Ernst Berendt，這張專輯像是詠唱一般的調性，現已瀰漫在當代爵士及搖滾樂中。 Joshua Redman以及在〈Angel of Harlem〉一曲中提及這張專輯的U2等音樂人，都曾宣稱其自身作品受到了這張專輯的影響。吉他手John McLaughlin和卡洛斯·山塔那將這張專輯視為他們早期所受最大的影響，並在1973年錄製了Love Devotion Surrender作為致敬。「有時候這張專輯不像是爵士唱片，更像是前衛音樂的當代經典，」樂團The Divine Comedy的Neil Hannon曾說，「我熱愛由各種鏘啷作響的抽象鋼琴樂聲，及各種詭譎的曲調，加上其上嚎叫的薩克斯風帶來的巧妙組合。」
在《The Penguin Guide to Jazz》一書中，Richard Cook與Brian Morton罕見地給了A Love Supreme「皇冠級」評價，但寫道這到底是一張「當代最偉大的爵士專輯，或最為過譽的一張。」柯川早先的樂團團長邁爾士·戴維斯曾說這張專輯「觸及並影響了一批人走入和平。嬉皮或一些那樣的人。」爵士樂評Martin Gayford後來闡釋了戴維斯的評論說道：如果聽者「能進入其中」，他寫道，「這是崇高而令人折服的；但如果你不是，這就是一張冗長而矯揉的作品。」在Gayford為The Daily Telegraph做的評語中，他提到這張專輯「標誌了某個時間點，爵士無論好壞暫時不是潮的和酷的，而是神秘而神性的。」

## 曲目列表
所有曲目皆由約翰·柯川譜曲並由 Jowcol Music (BMI) 發行

### 原版唱片
第一面
| 曲次 | 錄製日期      | 錄音編號 | 標題                      | 曲長 |
| ---- | ------------- | -------- | ------------------------- | ---- |
| 1.   | 1964年12月9日 | 90243    | Part 1: "Acknowledgement" | 7:47 |
| 2.   | 1964年12月9日 | 90244‒7  | Part 2: "Resolution"      | 7:22 |

第二面
| 曲次 | 錄製日期      | 錄音編號 | 標題                                | 曲長  |
| ---- | ------------- | -------- | ----------------------------------- | ----- |
| 1.   | 1964年12月9日 | 90245‒1  | Part 3: "Pursuance"/Part 4: "Psalm" | 17:53 |

### 2002 豪華版／Deluxe Edition
第一張
| 曲次 | 錄製日期      | 錄音編號 | 標題                      | 曲長  |
| ---- | ------------- | -------- | ------------------------- | ----- |
| 1.   | 1964年12月9日 | 90243    | Part 1: "Acknowledgement" | 7:43  |
| 2.   | 1964年12月9日 | 90244‒7  | Part 2: "Resolution"      | 7:20  |
| 3.   | 1964年12月9日 | 90245‒1  | Part 3: "Pursuance"       | 10:42 |
| 4.   | 1964年12月9日 | 90245‒1  | Part 4: "Psalm"           | 7:05  |

第二張
| 曲次 | 錄製日期      | 錄音編號 | 標題                               | 曲長  |
| ---- | ------------- | -------- | ---------------------------------- | ----- |
| 1.   | 1965年7月26日 | n/a      | Introduction by André Francis      | 1:13  |
| 2.   | 1965年7月26日 | n/a      | "Acknowledgement" (Live)           | 6:11  |
| 3.   | 1965年7月26日 | n/a      | "Resolution" (Live)                | 11:36 |
| 4.   | 1965年7月26日 | n/a      | "Pursuance" (Live)                 | 21:30 |
| 5.   | 1965年7月26日 | n/a      | "Psalm" (Live)                     | 8:49  |
| 6.   | 1964年12月9日 | 90244‒4  | "Resolution" (Alternate take)      | 7:25  |
| 7.   | 1964年12月9日 | 90244‒6  | "Resolution" (Breakdown)           | 2:13  |
| 8.   | 1964年12月9日 | 90246‒1  | "Acknowledgement" (Alternate take) | 9:09  |
| 9.   | 1964年12月9日 | 90246‒2  | "Acknowledgement" (Alternate take) | 9:22  |

### 完整母帶版／The Complete Masters  (2015)
第一張 – 原版立體聲專輯／The Original Stereo Album, Impulse! AS-77
1. "Acknowledgement" – 7:42
2. "Resolution" – 7:20
3. "Pursuance" – 10:41
4. "Psalm" – 7:05

 – Original Mono Reference Masters
1. "Pursuance" – 10:42
2. "Psalm" – 7:02

第二張 – 四重奏錄音階段／Quartet Session, December 9, 1964
1. "Acknowledgement" (vocal overdub 2) – 2:00
2. "Acknowledgement" (vocal overdub 3) – 2:05
3. "Resolution" (take 4/ alternate) – 7:25
4. "Resolution" (take 6/ breakdown) – 2:13
5. "Psalm" (undubbed version) – 6:59

 – 六重奏錄音階段／Sextet Session, December 10, 1964
1. "Acknowledgement" (Take 1 / alternate) – 9:24
2. "Acknowledgement" (Take 2 / alternate) – 9:47
3. "Acknowledgement" (Take 3 / breakdown with studio dialogue) – 1:26
4. "Acknowledgement" (Take 4 / alternate) – 9:04
5. "Acknowledgement" (Take 5 / false start) – 0:34
6. "Acknowledgement" (Take 6 / alternate) – 12:33

第三張 – 現場表演／Live at Festival Mondial du Jazz Antibes, July 26, 1965
1. Introduction by André Francis and John Coltrane – 1:13
2. "Acknowledgement (Live)" – 6:12
3. "Resolution (Live)" – 11:37
4. "Pursuance (Live)" – 21:30
5. "Psalm (Live)" – 8:49

第三張僅收錄在是次發行的「超級豪華版」中。

## 樂手

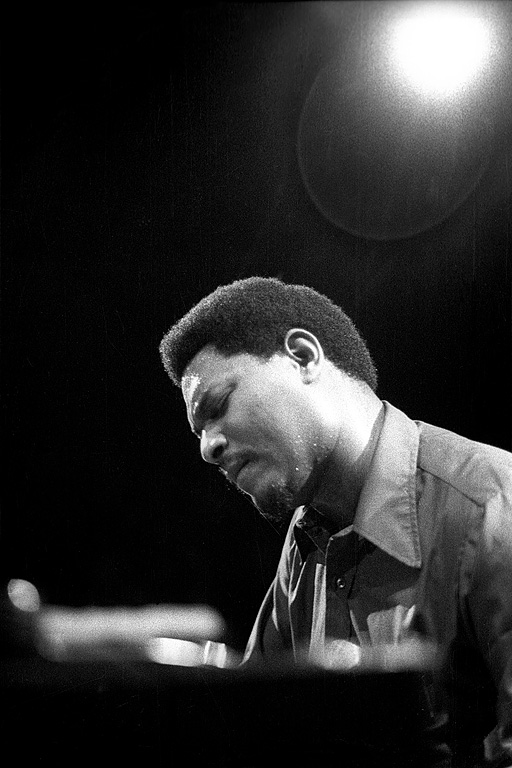
McCoy Tyner在兩次《A Love Supreme》的錄音期間彈奏鋼琴

### 約翰柯川四重奏
- John Coltrane – 團長, 內頁說明, 人聲, 中音薩克斯風, 高音薩克斯風[41]
- Jimmy Garrison – 低音提琴
- Elvin Jones – 爵士鼓, 鑼, 定音鼓
- McCoy Tyner – 鋼琴

### 其餘人員
- Archie Shepp – 〈Acknowledgement〉另一錄音中的中音薩克斯風
- Art Davis – 〈Acknowledgement〉另一錄音中的低音提琴
- Rudy Van Gelder – 聲音工程 及後期製作
- Bob Thiele – 製作及封面相片[42]
- George Gray/Viceroy – 封面設計
- Victor Kalin – 圖繪
- Joe Lebow – 內頁設計

### 重發版
- Erick Labson – 數位修復（CD再版）
- Kevin Reeves – 後期作業（SACD）
- Michael Cuscuna – 內頁說明、唱片製作人，以及修復作業（豪華版）)
- Joe Alper – 攝影（CD再版）
- Jason Claiborne – 圖繪（CD再版）
- Hollis King – 藝術總監（CD再版）
- Lee Tanner – 攝影（CD再版）
- Ken Druker – 製作（豪華版）
- Esmond Edwards – 攝影（豪華版）
- Ashley Kahn – 內頁說明及製作（豪華版）
- Peter Keepnews – 文字編輯（豪華版）
- Hollis King – 藝術總監（豪華版）
- Bryan Koniarz – 製作（豪華版）
- Edward O'Dowd – 設計（豪華版）
- Mark Smith – 製作助理（豪華版）
- Sherniece Smith – 美術指導及製作（豪華版）
- Chuck Stewart – 攝影（豪華版）
- Bill Levenson – 再版總監（SACD）
- Cameron Mizell – 製作指導（SACD）
- Ron Warwell – 設計（SACD）
- Isabelle Wong – 包裝設計（SACD）

## 認證殊榮
| 地區                                  | 认证 | 认证单位/销量 |
| ------------------------------------- | ---- | ------------- |
| 意大利（意大利音乐产业联盟）          | 金   | 25,000*       |
| 英国（英国唱片业协会）                | 金   | 100,000‡      |
| 美国（美國唱片業協會）                | 金   | 500,000^      |
| *僅含認證的實際銷量 ^僅含認證的出貨量 |      |               |